# تئوفیلوس (دهانه)
تئوفیلوس یک دهانه برخوردی در ماه‌ است.

## دهانه‌های اقماری
این دهانه ۶ دهانه اقماری دارد.
| Theophilus | عرض جغرافیایی | طول جغرافیایی | قطر          |
| ---------- | ------------- | ------------- | ------------ |
| B          | ۱۰.۵° S       | ۲۵.۲° E       | ۸.۰ کیلومتر  |
| E          | ۶.۸° S        | ۲۴.۰° E       | ۲۱.۰ کیلومتر |
| G          | ۷.۲° S        | ۲۵.۷° E       | ۱۹.۰ کیلومتر |
| F          | ۸.۰° S        | ۲۶.۰° E       | ۱۳.۰ کیلومتر |
| K          | ۱۲.۵° S       | ۲۶.۳° E       | ۶.۰ کیلومتر  |
| W          | ۷.۸° S        | ۲۸.۶° E       | ۴.۰ کیلومتر  |